# فم القليتة
فم القُلَيْتَة هي بلدة ريفية موريتانية تقع في مقاطعة امبود في منطقة كوركول الواقعة في جنوب موريتانيا. القُلَيْتَةُ تصغير القَلْتَة وهي النُّقرة في الجبل أو الصخر أو الأرض يستنقع فيها الماء.

## الموقع
تقع بلدة فم القليتة في مقاطعة امبود الواقعة في وسط منطقة كوركول في موريتانيا، وتبلغ مساحتها 847 كيلومتر مربع، ويحدها من جهة الشمال بلدية شليخة التياب، ويحدها من جهة الشرق بلدة امبود وبلدة الأحرش، ويحدها من جهة الغرب بلدة بيلكت اليتامى وبلدة تفوند سيفي وبلدة القصيبة 1، بينما يحدها من جهة الجنوب الشرقي بلدية أدباي أهل كلاي.

## السكان
شهدت بلدة فم القليتة نموًّا سكانيًّا ملحوظًا خلال القرن الحادي والعشرين، حيث ارتفع عدد سكان البلدة من 15 700 نسمة في عام 2000، إلى 22 531 نسمة في عام 2013 بمُعدل نمو سنوي بلغ 3 ٪ على مدى 13 عامًا. تُعدّ بلدة فم القليتة هي البلدة الأكثر اكتظاظًا بالسكان في مقاطعة امبود، حيث يبلغ عدد سكانها ضعف عدد سكان بلدة امبود عاصمة المقاطعة.

## التاريخ
تأسست بلدة فم القليتة بموجب المرسوم الصادر في 26 صفر 1408 (1987 مـ) بشأن تأسيس البلديات الموريتانية.

## الاقتصاد
تُشكل الزراعة النشاط الاقتصادي الرئيسي لسكان بلدة فم القليتة مثلهم في ذلك مثل سكان جميع البلدات الموريتانية الموجودة في المنطقة تقريبًا. ومع ذلك فلا يزال اقتصاد البلدة متواضعًا وهش بسبب ما يواجهه من عقبات تُعرقل محاولات تنميته، ولا سيما الظروف المناخية أو قلة الإمكانيات المتوفرة للمزارعين. وفي سبيل للتغلب على هذه المعوقات، قامت الحكومة الموريتانية بالتعاون مع المنظمات غير الحكومية المختلفة لتمويل عدد من المشاريع التي تُساعد على تحسين الظروف المعيشية لسكان البلدة.
تمتلك بلدة فم القليتة سدًّا هامًّا هو سد فم القليتة الذي يُعتبر أكبر السدود المُقامة في موريتانيا، والذي تم الانتهاء من تشييده في عام 1983. يمكن أن يوفّر سد فم القليتة مياه الري لأكثر من 20 000 هكتار من الأراضي الزراعيّة، وعلى الرغم من ذلك فلم يتم استغلال سوى 4 500 هكتار من هذه المساحة لزراعة المحاصيل المروية بمياه السدّ حتّى الآن. هنامك عدد من المشاريع التي تم إعدادها لتحسين الاستفادة من مياه السد والسماح للمزارعين بتطوير زراعاتهم.